# 托尔特贝斯
托尔特贝斯（法語：Tortebesse，法語發音：[tɔʁtəbɛs]）是法国多姆山省的一个市镇，属于克莱蒙费朗区。

## 地理
托尔特贝斯（45°43'52"N, 2°39'4"E）面积11.64 平方千米，位于法国奥弗涅-罗讷-阿尔卑斯大区多姆山省，该省份为法国中南部省份，北起阿列省接壤，东临卢瓦尔省，南至上盧瓦爾省和康塔爾省，西接科雷兹省和克勒兹省。
与托尔特贝斯接壤的市镇（或旧市镇、城区）包括：布里丰、普龙迪讷、索瓦尼亚。

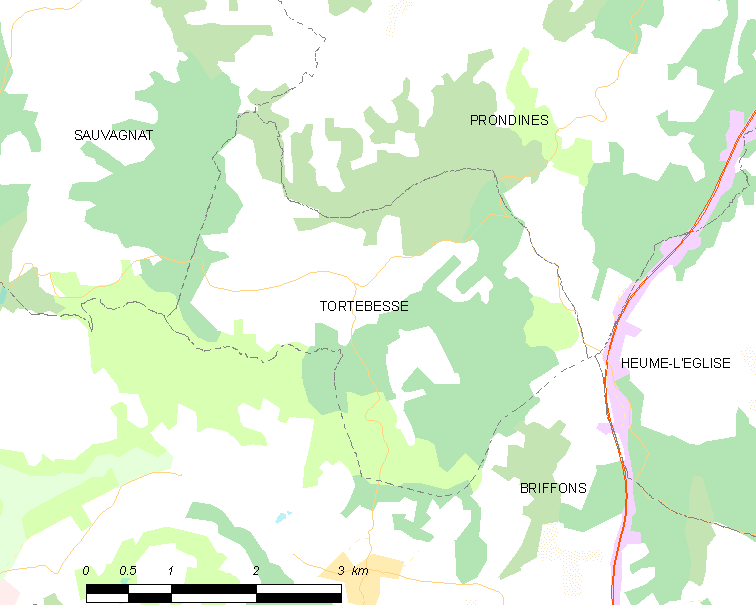
托尔特贝斯的OSM定位图

托尔特贝斯的时区为UTC+01:00、UTC+02:00（夏令时）。

## 行政
托尔特贝斯的邮政编码为63470，INSEE市镇编码为63433。

## 政治
托尔特贝斯所属的省级选区为圣乌尔斯县。

## 人口

1962-2008年间托尔特贝斯人口变化图示

托尔特贝斯于2022年1月1日时的人口数量为79人。